# 元表
元表（げんひょう、朝鮮語: 원표、生没年不詳）は、新羅王室に仏教を伝えた中国南朝梁の僧。

## 人物
仏教は、新羅訥祇王代に高句麗を通じて新羅に伝わったが、迫害され、成果を上げることができなかった。521年、新羅は南朝梁に朝貢した。梁武帝は新羅に元表を送り、こうして元表によって仏教が新羅王室に伝えられた。法興王は、仏教を興そうとしたが、貴族社会の強力な反発にあい、法興王の近臣の異次頓は、仏教の受容を主張したが、斬罪に処せられた。これを機に新羅王室と貴族社会間で一定の妥協が成立し、535年ごろにはついに仏教が公認されるようになった。